# محمية كصيبة
محمية كصيبة أو غابات المدائن هي محمية طبيعية تقع في قضاء المدائن التابع لمحافظة بغداد، العراق. تبلغ مساحتها 157 دونماََ. وهي تابعة لوزارة الزراعة العراقية، دائرة الغابات والتصحر. تم إنشاءها لحفظ الأنواع والأصناف العراقية من خطر الانقراض، حيث تحتوي المحمية على مزارع لتربية الحيوانات المتنوعة منها غزال الريم، والنعام، والديك الرومي، والسمان وغيرها. بالإضافة إلى مشاتل لزراعة النباتات المختلفة والأشجار النادرة والمعمرة. تم تأهيل المحمية بالتعاون مع منظمة الفاو عام 2018.

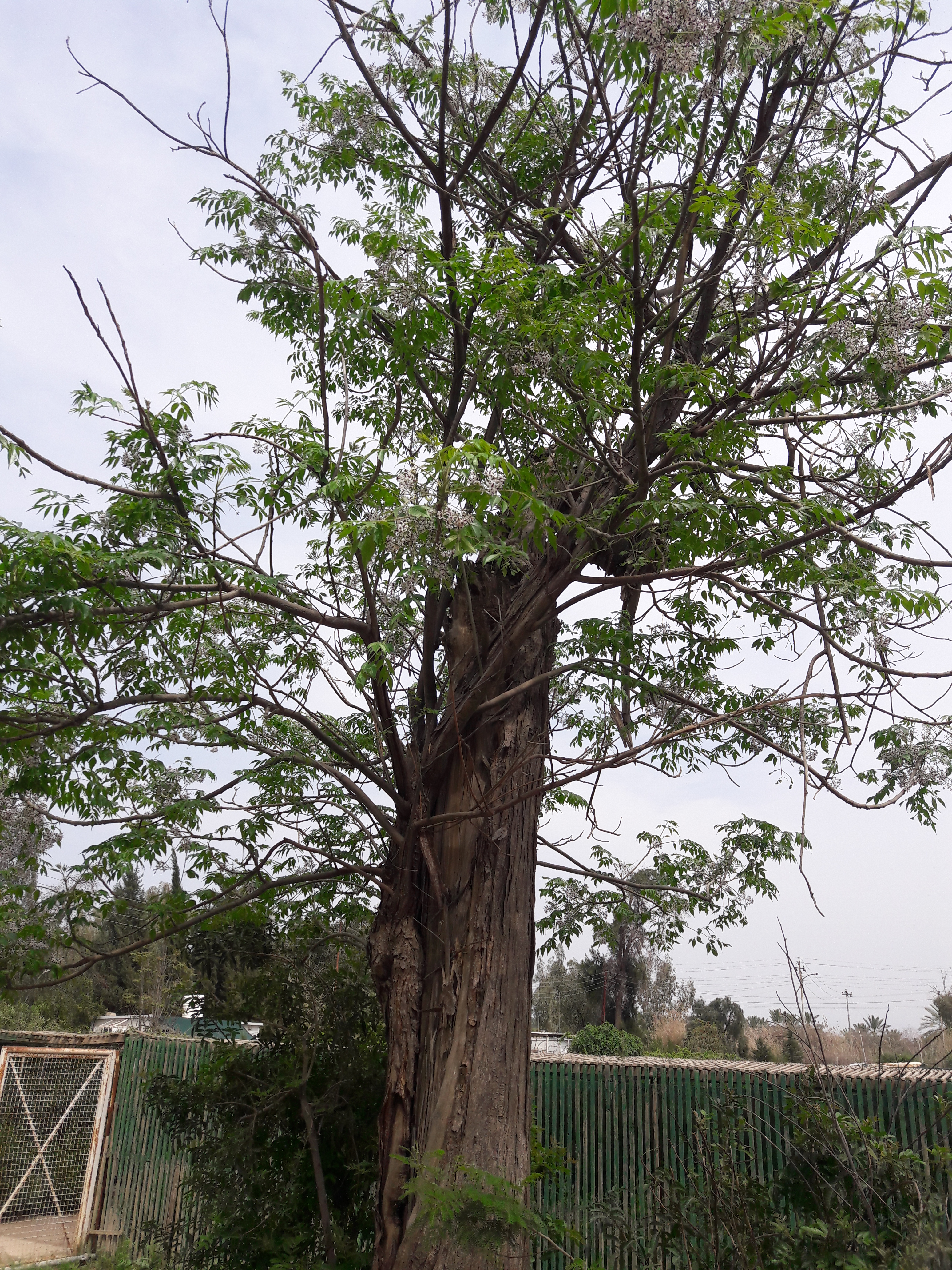
شجرة النيم في محمية كصيبة
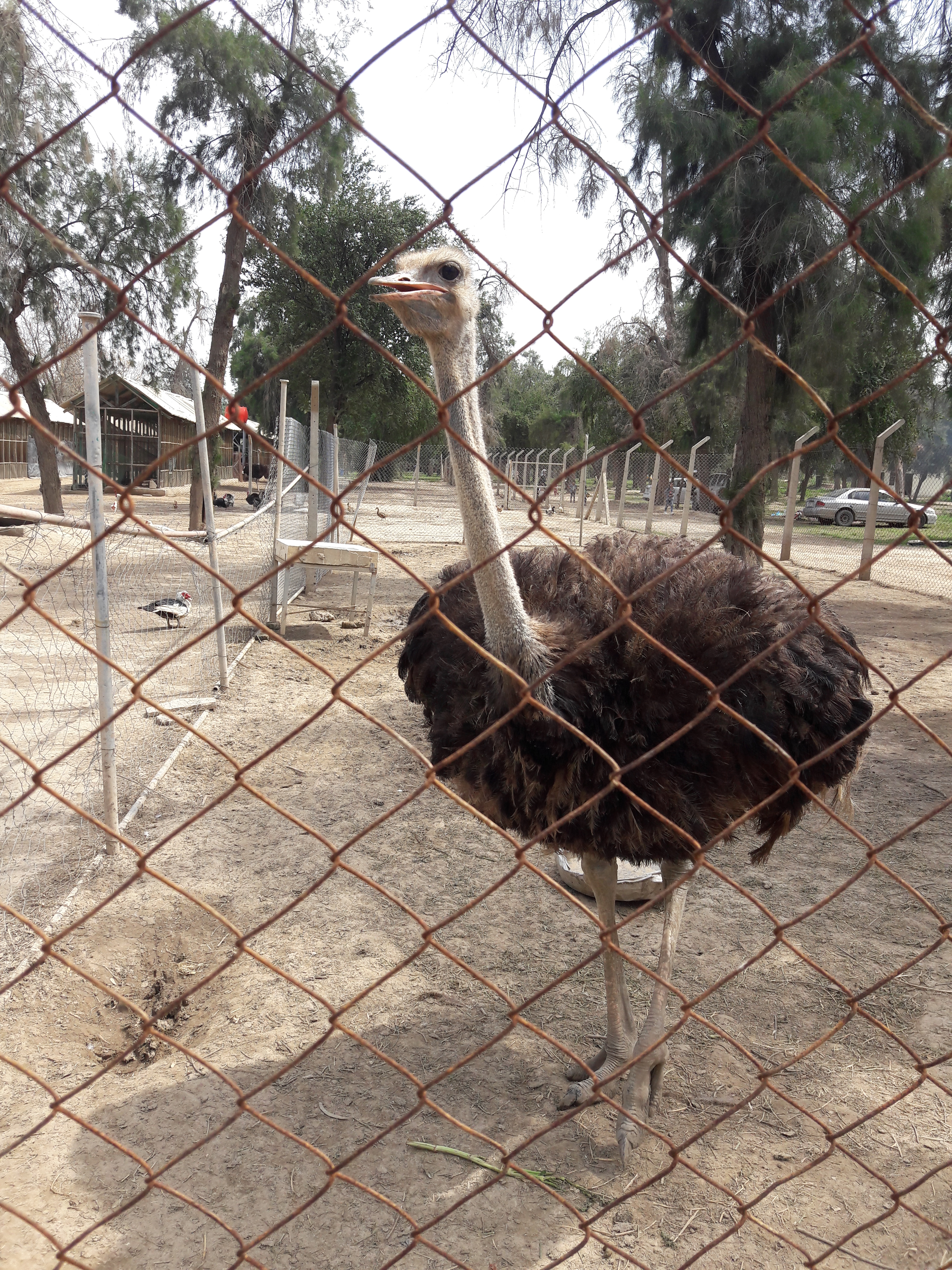
نعامة في محمية كصيبة
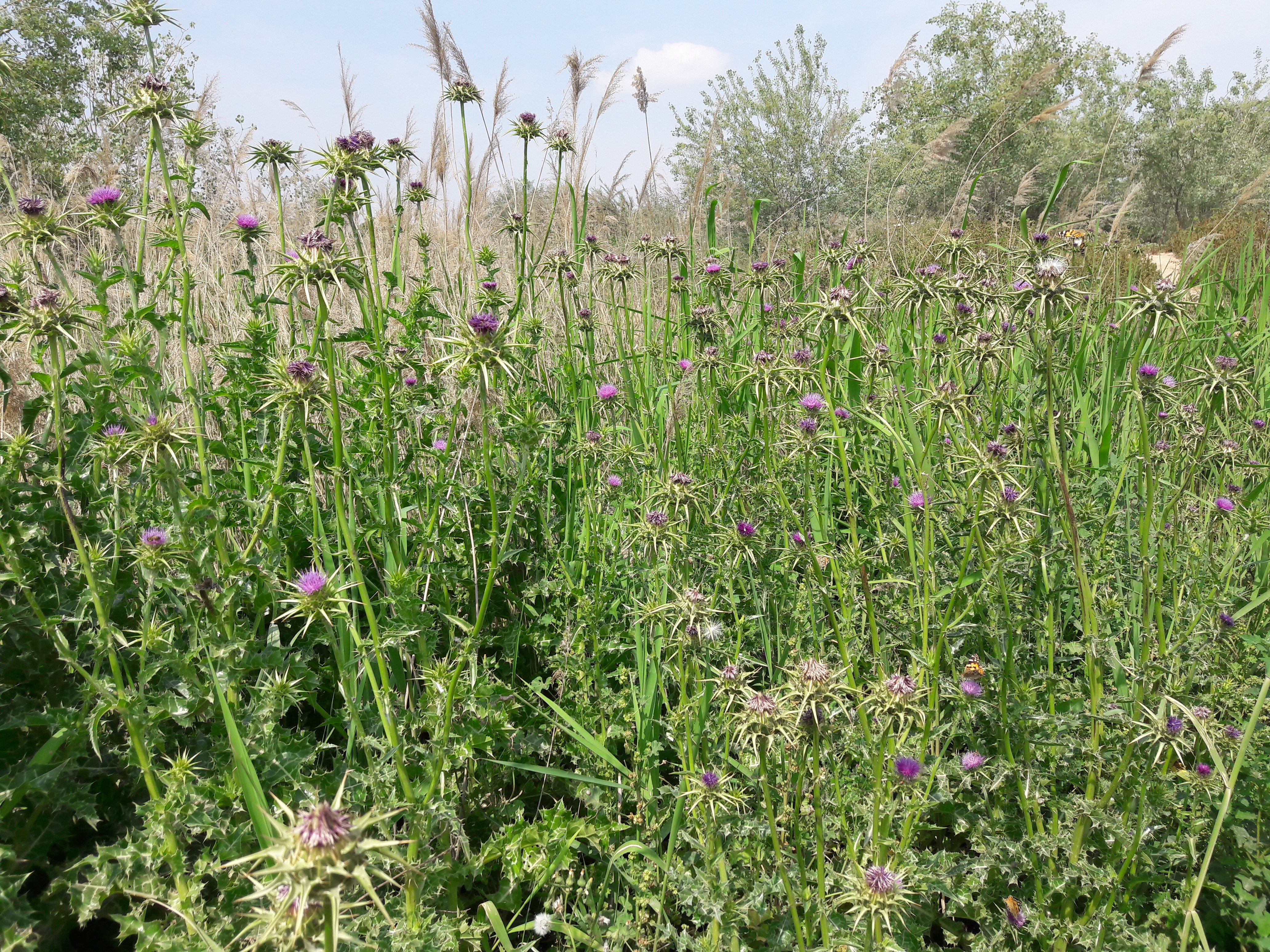
زهور السلبين المريمي البرية في محمية كصيبة جنوب شرق بغداد